# Diocesi di Jalpaiguri
La diocesi di Jalpaiguri (in latino Dioecesis Ialpaiguriensis) è una sede della Chiesa cattolica in India suffraganea dell'arcidiocesi di Calcutta. Nel 2023 contava 141.758 battezzati su 6.773.993 abitanti. È retta dal vescovo Fabian Toppo.

## Territorio
La diocesi comprende i distretti di Jalpaiguri e Cooch Behar nello stato del Bengala Occidentale in India.
Sede vescovile è la città di Jalpaiguri, dove si trova la cattedrale di Cristo Redentore.
Il territorio è suddiviso in 30 parrocchie.

## Storia
La diocesi è stata eretta il 17 gennaio 1952 con la bolla Nullam sibi di papa Pio XII, ricavandone il territorio dalla diocesi di Dinajpur.

## Cronotassi dei vescovi
Si omettono i periodi di sede vacante non superiori ai 2 anni o non storicamente accertati.
- Amerigo Galbiati, P.I.M.E. † (20 marzo 1952 - 22 marzo 1967 ritirato[2])
- Francis Ekka † (29 novembre 1967 - 24 aprile 1971 nominato vescovo di Raigarh-Ambikapur)
- James Anthony Toppo † (24 aprile 1971 - 4 maggio 2004 deceduto)
- Clement Tirkey (31 gennaio 2006 - 8 febbraio 2025 ritirato)
- Fabian Toppo, dall'8 febbraio 2025

## Statistiche
La diocesi nel 2023 su una popolazione di 6.773.993 persone contava 141.758 battezzati, corrispondenti al 2,1% del totale.
| anno | popolazione | popolazione | popolazione | presbiteri | presbiteri | presbiteri | presbiteri                | diaconi | religiosi | religiosi | parrocchie |
| anno | battezzati  | totale      | %           | numero     | secolari   | regolari   | battezzati per presbitero | diaconi | uomini    | donne     | parrocchie |
| ---- | ----------- | ----------- | ----------- | ---------- | ---------- | ---------- | ------------------------- | ------- | --------- | --------- | ---------- |
| 1970 | 43.865      | 1.987.000   | 2,2         | 21         | 15         | 6          | 2.088                     |         | 6         | 25        | 7          |
| 1980 | 63.000      | 3.444.000   | 1,8         | 30         | 21         | 9          | 2.100                     |         | 23        | 83        | 12         |
| 1990 | 79.756      | 4.226.000   | 1,9         | 41         | 31         | 10         | 1.945                     |         | 38        | 121       | 19         |
| 1999 | 101.787     | 3.986.514   | 2,6         | 53         | 40         | 13         | 1.920                     |         | 42        | 213       | 23         |
| 2000 | 105.899     | 3.986.914   | 2,7         | 56         | 42         | 14         | 1.891                     |         | 35        | 213       | 23         |
| 2001 | 109.265     | 4.917.688   | 2,2         | 58         | 43         | 15         | 1.883                     |         | 40        | 204       | 25         |
| 2002 | 113.135     | 4.917.688   | 2,3         | 56         | 42         | 14         | 2.020                     |         | 41        | 204       | 25         |
| 2003 | 115.660     | 4.917.688   | 2,4         | 58         | 41         | 17         | 1.994                     |         | 29        | 212       | 25         |
| 2004 | 118.700     | 4.917.688   | 2,4         | 61         | 44         | 17         | 1.945                     |         | 67        | 234       | 26         |
| 2006 | 139.576     | 5.112.860   | 2,7         | 77         | 55         | 22         | 1.812                     |         | 82        | 275       | 26         |
| 2013 | 142.254     | 5.616.000   | 2,5         | 87         | 57         | 30         | 1.635                     |         | 55        | 202       | 29         |
| 2016 | 148.883     | 6.753.993   | 2,2         | 95         | 55         | 40         | 1.567                     |         | 67        | 212       | 33         |
| 2019 | 147.442     | 6.829.980   | 2,2         | 104        | 66         | 38         | 1.417                     |         | 73        | 269       | 34         |
| 2021 | 146.268     | 6.973.750   | 2,1         | 99         | 68         | 31         | 1.477                     |         | 66        | 299       | 34         |
| 2023 | 141.758     | 6.773.993   | 2,1         | 109        | 72         | 37         | 1.300                     |         | 76        | 290       | 30         |